# Номерні знаки Кіпру
Автомобільні номерні знаки Кіпру використовуються для реєстрації транспортних засобів на Кіпрі. Вони використовуються для перевірки законності використання, наявності страхування та ідентифікації транспортних засобів.

## Формат
Комбінація номерних знаків Кіпру містить три літери і три цифри (наприклад, «ABC 123»). Використовується проста система генерації серійних номерів, яка виконуюється від 001 до 999 та послідовності літер в алфавітному порядку так, що, наприклад, наступним номером, виданим після «MAA 999», буде «MAB 001». Однак реєстрантам може бути дозволено вибирати номер з доступних у існуючій послідовності літер поза порядком.
Розміри номерних знаків подібні до їх британських аналогів, і до 2004 року символи друкувалися чорним кольором і тим же шрифтом, що й на британських пластинах. З 2004 року знаки виготовляються з металу. У 1973-2004 роках виготовлялися з пластику.
3 червня 2013 року набув чинності новий закон про реєстраційні знаки транспортних засобів, за яким змінено дизайн. До того пластини номерних знаків були двох кольорів — білого (передня) та жовтого (задня). За новими правилами обидві пластини білого кольору і містять числа, які інформують про місяць та рік реєстрації. Заміна старих пластин на нові стала обов'язковою для мотоциклів, таксі та вантажних автомобілів. Знаки таксі мають жовтий колір (і передня, і задня), а на орендованих  автомобілях — червоні. Такі номери не містять попередніх префіксів «T» і «Z», відповідно.
Після вступу Кіпру до Європейського Союзу в 2004 році номерні знаки, отримали смугу ЄС зліва пластини з міжнародним кодом країни «CY».

## Стиль та нумерація
| N1234 |

| 1234 |

| A123 |

| AB123 |

| AB123 | (передня) |

| AB123 | (задня) |

| ABC123 | (передня) |

| ABC123 | (задня) |

| ABC123 | (передня) |

| ABC123 | (задня) |

| ABC123 |

### Спеціальні

#### Дилерські
1973-1990
| DL 123 |

З 1990
| ΔΟΚΙΜΗ 123-456 |

Червоний текст «ΔΟΚΙΜΗ» («тест») на білій пластині, за яким слідують два набори цифр, перший — номер дилера, а другий — серійний номер. Раніше мали такий же формат, як цивільні транспортні засоби, але використовували код «DL» і червоні літери замість чорних.

#### Таксі
1973-1990
| TAB123 |

1990-2013
| TABC123 |

2003-2013
| TABC123 |

З 2013
| ABC123 |

Складається з трьох літер і трьох цифр (наприклад, «ABC123») на жовтому тлі. Початковий префікс «T» був опущений після 2013 року.

#### Оренда
1973-1990
| ZAB123 |

1990-2013
| ZABC123 |

З 2013
| ABC123 |

Складається з трьох літер і трьох цифр (наприклад, «ABC123») на темно-червону тлі. Початковий префікс «Z» був опущений після 2013 року.

#### Вантажівки
| 12345CT |

Складається з п'яти цифр і закінчується «CT».

#### Транзитні
| 1234V03 |

До чотирьох цифр, за якими йде літера «V», за якою слідують дві цифри, що вказують рік реєстрації (наприклад, «1234V03»). Після 2004 року не дійсні.

#### Автобуси
| ΦΔΧ |

| ΛΔΧ |

Автобуси мають поряд з номерним знаком вторинну табличку (як іспанська пластина SP): ΔΧ — ΔΔμοσίας Χρήσης, та ΔΧ — Δημοσίας ΧρΧσης.

#### Тимчасові
Тимчасові подібні до стандартних реєстраційних номерів, за винятком випадків, коли додається смуга дати.

#### Дипломатичні
1973-1990
| CDAB123 |

1990-2013
| 49CD12 |

2004-2013
| 49CD12 |

Складається з двох цифр коду країни, літер «CD» та двох цифр. Раніше використовувався той же формат, що і в стандартних, але на зеленому тлі з літерами «CD».

#### Інші
| UN 123 |

| UNF 123 |

Таблички «UNFICYP» на синьому фоні і з префіксами «UN» або «UNF», за якими слідують три цифри.
| SBAA12 |

Номери суверенних базових областей мають префікс «SBAA», за яким слідують дві цифри на тлі того ж кольору та шрифту, що і в Республіці Кіпр.
Знаки Національної гвардії Кіпру використовують префікс ΕΦ, за яким слідують чотири цифри.
|  |

Автомобіль президента не має номерного знака, а лише табличку з гербом Кіпру.
| E1234 |

У 1973-1990 роках на експортних знаках використовувався код «Е» з чотирма цифрами.

## Номерні знаки Північного Кіпру

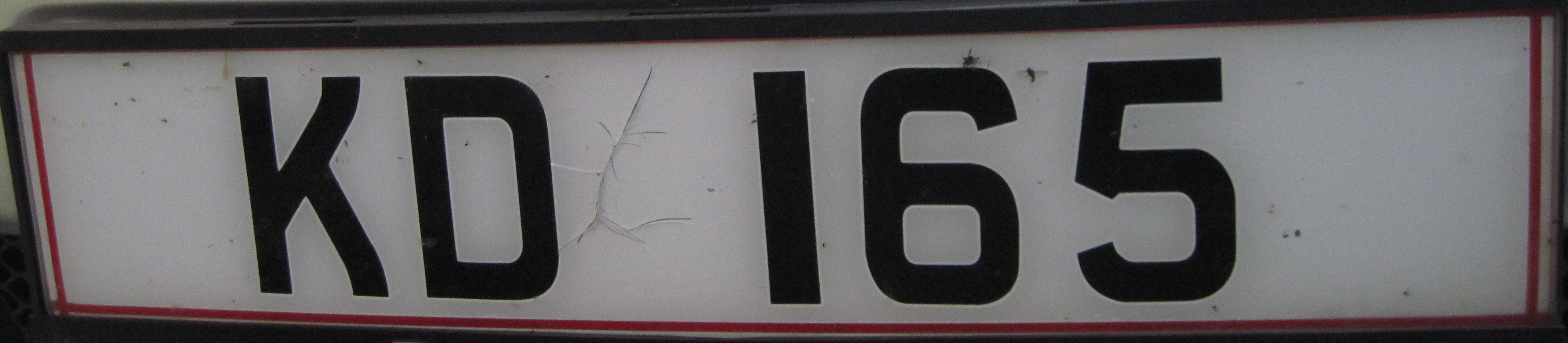
Номерний знак Північного Кіпру.

Стандартні номерні знаки Північного Кіпру мають старий формат кіпрських номерних знаків 1973–1990 років. Передні пластини білі, задні — жовті, обидві обведені червоною рамкою. Виконуються у двох озмірах: 15 × 30 або 11 × 52 см.

### Стиль та нумерація
| AB 123 | (передній) |

| AB 123 | (задній) |

### Спеціальні

#### Таксі
| TAB 123 |

Має префікс «Т», за яким слідують дві літери і три цифри (раніше тільки одна літера).

#### Орендовані
| ZAB 123 |

На червоному з чорним шрифтом; з префіксом «Z», за яким слідують дві літери і три цифри.

#### Урядові
| RHA 1234 |

| RHA 1234 |

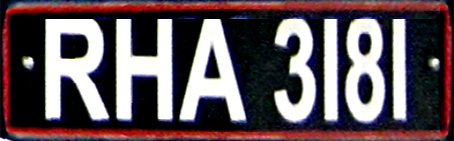

Урядові транспортні засоби (ті, що належать до уряду та парламенту) мають номер з 3 літер і 3 або 4 цифр, що завжди починаються з префікса «RHA». Знаки поліції та пожежної служби мають формат номерних знаків уряду.

#### Військові
| 8012352 |

Транспортні засоби збройних сил мають виключно чисельні номери на чорному тлі білим шрифтом.

#### Дипломатичні
| CDAB 123 |

Дипломатичні транспортні засоби мають номери того ж формату, що і цивільні транспортні засоби, тільки із зеленим фоном і додаванням «CD» перед комбінацією. Консульства — «CC» замість «CD».

#### Транзитні
| ZZ 123 |

Транзитні подібні до цивільних, за винятком префікса «ZZ» і синіх літер. З 2004 року вони не видаються.

#### Тимчасові
| ZT 123 A |

Тимчасові подібні до стандартних, за винятком префікса «ZT» і синіх літер та цифр між ними.

#### Президентські
| KKTCB |

Раніше президентський номер мав тільки абревіатуру «KKTCB» (тур. Kuzey Kıbrıs Türk Cumhuriyeti Başkanı). З 2015 року номер президента містить золотистий герб на червоному тлі.

### Дипломатичні коди[6]
| Код | Країна    | Код | Країна            | Код | Країна                 |
| --- | --------- | --- | ----------------- | --- | ---------------------- |
| 11  | Австралія | 25  | Ліван             | 41  | Україна                |
| 12  | Болгарія  | 26  | Лівія             | 43  | США                    |
| 13  | КНР       | 27  | Польща            | 44  | ОАЕ                    |
| 14  | Куба      | 28  | Румунія           | 45  | European monetary fund |
| 15  | Чехія     | 29  | Росія             | 47  | Австрія                |
| 16  | Єгипет    | 30  | Словаччина        | 48  | США                    |
| 17  | Франція   | 31  | Швейцарія         | 49  | Нідерланди             |
| 18  | Німеччина | 32  | Сирія             | 50  | Йорданія               |
| 19  | Греція    | 33  | Велика Британія   | 51  | Швеція                 |
| 20  | Ватикан   | 34  | США               | 53  | Греція                 |
| 21  | Індія     | 35  | Сербія            | 54  | Португалія             |
| 22  | Іран      | 36  | Європейський Союз | 56  | European Parliament    |
| 23  | Ізраїль   | 37  | Палестина         | 59  | Оман                   |
| 24  | Італія    | 38  | Іспанія           | 60  | ОАЕ                    |